# Tokyo stuck
「Tokyo stuck」は、CYNHNの楽曲。デジタル・シングルとして2024年11月27日に発売された。発売元はI BLUE。

## 概要
2024年に発表されたいいおくり、飴玉に続く、CYNHNのデジタル・シングル。8月21日に恵比寿LIQUIDROOMで開催された『CYNHN LIVE TOUR 2024 -Sunflower-"の東京ツアー・ファイナル』のアンコールにて新衣装とともにサプライズで初披露された。デジタル・シングルとしてのリリースは11月13日にCYNHN公式Xより満を辞して発表された。

## 制作・コンセプト
Tokyo stuckはCYNHNのメインソングライター渡辺翔による作詞・作曲。編曲は「水生」「キリグニア」「楽の上塗り」「いいおくり」等多くの楽曲で編曲を手がけてきたeba。振付は「アンフィグラフィティ」以降、「水生」「キリグニア」「リサイズ」等の多くの楽曲で振付を担当してきたΜёgpis。リリックMVはイラスト、リリック、アニメーションをメンバーである綾瀬志希が担当した。
東京を舞台に描いた本作。青色をコンセプトに掲げるCYNHNだが、今作では淡いピンク色でレトロな世界に迷い込んで“解けない葛藤”を表現した楽曲となっている。
NHK-FM「ミュージックライン」12月・1月度オープニングテーマ（2024年～2025年）、RKKラジオ「推しSONGS」の12月のSONGSに選ばれている。
また新曲発売に伴うプロモーションとしてラジオ「FM NACK5 カメレオンパーティー #425」に青柳透、広瀬みのりがゲスト出演した。
デジタル・シングルであるがいいおくり、飴玉と同様に音楽配信サービス「miim」を利用して特典会を行うリリースイベントもタワーレコード新宿店、タワーレコード錦糸町パルコ店の2か所で行われた。

## Credit
MUSICIAN
- Lyric & Music：渡辺翔
- Arranger：eba
- Bass：二家本亮介
- Drum：佐藤丞
- Mix Engineer : 米田聖
- Mastering Engineer : 柴晃浩(TEMAS)

MUSIC Video
- Animation &  Illustration MV : 綾瀬志希 (CYNHN)

メインビジュアル
- Art Director : 高山優子[yenter]
- Camera : Rocky
- art assistant : 中村
- management : 岩田奈津美
- label : 山田裕一郎（I BLUE）

## シングル収録内容
miim盤 [Type A] [Type B]の２種リリースで、[Type A]には特典としてInst Ver.、CYNHNオフショット2024 Vol.1が、[Type B]にはInst Ver.、CYNHNオフショット2024 Vol.2が収録されている。なお本オフショットは2024年11月23日-12月1日にAWAJI Galleryで開催された展示『CYNHN展2024』にて公開された映像を再編集したものである。